# 1990 في اليمن
فيما يلي قوائم الأحداث التي وقعت خلال عام 1990 في اليمن.

## سياسة

### تعيين في المنصب
- 22 مايو – حيدر أبو بكر العطاس رئيس وزراء اليمن.
- 22 مايو – علي عبد الله صالح رئيس اليمن.
- 24 مايو – أحمد محمد الآنسي وزير الاتصالات وتقنية المعلومات.
- 24 مايو – غالب القمش وزير الداخلية اليمني.
- 24 مايو – هيثم قاسم طاهر وزير الدفاع اليمني.
- 30 مايو – يحيى المتوكل وزير الداخلية اليمني.

### انتهاء فترة المنصب
- 30 مايو – غالب القمش وزير الداخلية اليمني.

## مواليد

### يناير
- 1 يناير – حارث غازي النظاري

## وفيات

### يناير
- 1 يناير – سعدية كوباشي (مواليد 1904) سياسي إسرائيلي.

### نوفمبر
- 4 نوفمبر – شالوم-أفراهام شاكي (مواليد 1906) سياسي إسرائيلي.